# Elche-Parque/Elx-Parc
Elche-Parque/Elx-Parc – stacja kolejowa w Elx, we wspólnocie autonomicznej Walencja, w Hiszpanii. Stacja znajduje się na linii Alicante-Murcja, pod Avenida del Ferrocarril de Elche, na skrzyżowaniu z ulicą Nuestra Señora de la Cabeza.
Zatrzymują się tu pociągi Talgo Barcelona-Lorca, Barcelona-Murcja i Cartagena-Montpellier, pociągi linii L-1 Media Distancia Renfe oraz linii C-1 Cercanías Murcia/Alicante.

## Historia
W latach 60. wielki rozwój Elche doprowadził do budowy 5,5 km tunelu kolejowego przez który przechodzi linia Alicante-Murcia, tworząc w tym czasie nową stację kolejową. Nazwa stacji związana jest z bliskością parku miejskiego w Elx.